# Betar

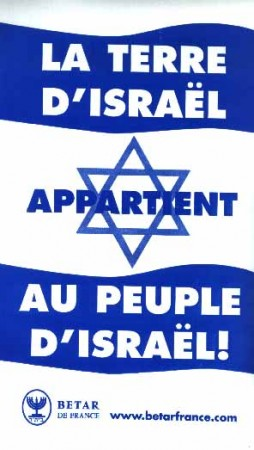
Cartell de la branca francesa de Betar ("la terra d'Israel pertany al poble d'Israel!")

El moviment juvenil sionista Betar (en hebreu תנועת הנוער בית"ר) és la secció juvenil de l'organització fundada per Zeev Jabotinski, precursora del moviment Herut del primer ministre israelià Menahem Beguín, que passaria a ser element central de la coalició del partit Likkud. Actualment el moviment Beitar està implementat en les comunitats jueves de dotze països: Israel, Austràlia, Canadà, Regne Unit, Estats Units, Sud-àfrica, França, Ucraïna, Uruguai, Brasil, Argentina i Turquia.
El nom de Betar li va ser donat al moviment en homenatge a Yosef Trumpeldor, que va morir durant la defensa d'un assentament al nord d'Israel anomenat Tel Jai, que va ser atacat per un grup de bandits beduïns. Beitar és un moviment juvenil sionista de tall dretà. Cal destacar que Beitar no és un moviment polític, sinó que és ideològic.
No a tots els països compleix la mateixa funció. El Shir Betar (la cançó del Betar) reflecteix en pocs paràgrafs
les bases del moviment. Les seves paraules fortes però segures, són les que mantenen viu el moviment en aquests dies.

## Història
Zeev Jabotinsky, el creador del Moviment Juvenil Sionista Betar; buscava una joventut que sigui ingènua com la naturalesa
que s'atreveixi fins al final, que conegui les dificultats, definitivament el que desitjava era un estat hebreu, un país que sigui només nostre, i el va trobar en el Betar, un moviment amb el seu únic ideal de crear un estat jueu, una pàtria per a tot el poble jueu que aleshores buscava un lloc per viure en llibertat i d'aquesta manera ho va definir: "Betar és la manera de viure amb moderació i sobrietat per aconseguir la virtut i la puresa".
El Betar va ser creat el 1923 a Riga, Letònia, durant una època de crisi per la qual travessava l'Organització Sionista Mundial, ja que en aquell moment havia de tornar a precisar quins eren els seus objectius.
El Betar sorgeix paral·lelament amb el Partit Revisionista, que també estava format per gent fidel a l'ideal sionista.
Tots dos moviments van ser els primers a consolidar les idees sustentades per Jabotinsky. Betar no va néixer únicament com a conseqüència dels esforços fets pel Rosh Betar, per tal de trobar partidaris i col·laboradors per la realització del projecte d'un Gran Israel.
El sorgiment de Betar es deu, doncs, en gran part a les necessitats i exigències del moment. És per això que Betar es va disposar a educar a una joventut fidel, disposada al sacrifici sense oblidar mai la idea d'un Estat jueu com a llar nacional mitjançant una Aliyyà massiva, per aconseguir així una majoria jueva a Eretz Israel.

## Ideologia
Va ser escrita gairebé en la seva totalitat per Zeev Jabotinsky. Tots els seus escrits van ser presos com a bases del moviment. La Muralla de ferro i L'ètica de la muralla de ferro, són els textos que parlen més sobre el conflicte històric entre Àrabs i Jueus. En ell està expressat el "comportament " que un betari ha de tenir davant d'aquest conflicte.

### Breu ressenya de la ideologia del Betar
Betar va ser fundada amb la finalitat de crear i educar la joventut jueva segons la idea sionista.
Aquesta és una ideologia que va anar canviant i adequant-se als nous temps, evolucionant, però sense mai deixar la base que va
crear en Jabotinsky.

### Monisme
Un sol ideal és el que va dur a Jabotinsky a crear Betar i aquest va ser: El Sionisme pur, sense barreja d'altres ideologies alienes.
El betari ha de tenir marcada una sola bandera sense barreja d'altres ideals que interfereixin amb la missió essencial que era en el seu moment la creació de l'Estat jueu, i ara el seu manteniment i enfortiment. Jabotinsky anomena al Monisme "Jad-Nes" (una sola bandera), en contraposició a "Shatnez" (terme bíblic que es refereix a la barreja prohibida de llana i llí), al qual al·ludeix com la barreja del Sionisme amb altres ideologies, particularment amb el Socialisme. Sent el Sionisme un moviment nacionalista, aquest xoca frontalment (segons la concepció del Betar), amb l'internacionalisme.

### Eretz Israel
L'ideal plantejat per en Zeev Jabotinsky és la creació d'un estat jueu, amb majoria jueva, a ambdues marges del Riu Jordà.
L'assumpte d'ambdós marge del Jordà es va deixar de banda, jà que no és realista als nostres dies, però es manté la idea de romandre
a les parts de la Terra d'Israel alliberades el 1967. Un cop creat, l'estat d'Israel ha de ser un estat democràtic i liberal en el qual cada habitant, sense diferència de religió o sexe, tingui els mateixos drets i obligacions. Els drets de tots els habitants a Israel són l'aliment, la vestimenta, la llar, l'educació, i la salut. Aquests cinc elements han de ser la base de les lleis socials de l'Estat d'Israel. Això significa un Estat jueu amb majoria jueva, completament independent, que maximitzi la llibertat de l'individu sense desprotegir als més necessitats, i on es manifesti la identitat jueva des del punt de vista nacional i religiós.

### Hebreu
L'idioma que el poble jueu ha d'usar, segons la ideologia Betaria, és l'hebreu, amb el qual cada jueu ha de poder expressar els seus sentiments i pensaments.

### Hadar
Un dels grans principis de Betar és el Hadar, jà que el poble jueu és el que ha de portar la llum a la resta dels pobles, aquest s'ha de comportar d'una manera que li permeti ser exemple. El Hadar tracta de respecte, tant al proïsme com un mateix. Això no vol dir ser el millor, sinó ser just. Saber com comportar-se. No importa enfront de qui s'estigui, aquesta persona mereix el nostre respecte igual que nosaltres mereixem el seu. El Hadar es manifesta en la nostra vestimenta, en la nostra forma de parlar i les nostres relacions amb la gent.

### Missió educativa del Betar
Betar és un Moviment Juvenil Sionista educatiu. L'objectiu de Betar és educar joves jueus que mantinguin la flama del sionisme, 
educar-los en els valors del "Hadar" quant al comportament, l'activisme, la responsabilitat social, la utilització de l'idioma hebreu, dotar a cada generació de joves amb qualitats nobles, educar betarim que modifiquin la història del poble jueu ensenyar als joves que cal fer Aliyyà. La principal missió educativa d'aquest moviment és assegurar la continuïtat digna i significativa del poble jueu.

### Disciplina
El betarí ha de tenir dos tipus de disciplines. D'una banda, una disciplina personal molt relacionada amb el seu "Hadar", una disciplina tendent a formar: bons fills, bons alumnes i bons betarim. D'altra banda, la disciplina del moviment juvenil que indica respectar les decisions de la direcció ("Hanagá") triada democràticament per tots els membres del Betar, sempre que aquestes decisions no siguin immorals o contradiguin els principis ideològics i educatius del moviment. El Betar admira la disciplina com la capacitat per actuar en conjunt per aconseguir un objectiu determinat. "Cada individu és un rei" i, per tant, cada individu ha de decidir de manera individual la seva participació a Betar.

### Activisme
Segons la ideologia betarí, el silenci de la passivitat és el que eternitza l'angoixa i la injustícia que va patir el poble jueu al llarg de la seva història a l'exili. El betarí ha de portar la flama de la revolta, que no és altra cosa que dir la veritat i cercar la justícia.
Les mostres d'activisme han de ser plenes de "Hadar", representat en els actes a tota la comunitat. Les manifestacions públiques mai han d'atacar a un govern legítimament establert, tot i que sí que poden criticar-lo pacíficament.

### Pionerisme ("Jalutziut")
Yosef Trumpeldor va personificar l'ideal del pioner i va servir d'inspiració per a la creació del moviment Betar, representa el pacte que la joventut hebrea va forjar amb els ideals creats per Trumpeldor. Pioner és el que marxa al capdavant. A la diàspora, el pionerisme es manifesta, especialment, en la capacitat i en la valentia de cada betari a l'hora de modificar el rumb de la història del poble jueu i de tornar a la seva veritable casa, emigrar i establir-se en el modern Estat d'Israel, el pionerisme es manifesta en fer coses que no només ens produeixin felicitat personal, sinó que també facin una aportació significativa al desenvolupament del país.